# Эльза Бладстоун
Э́льза Бладсто́ун (англ. Elsa Bloodstone) — героиня комиксов издательства Marvel Comics. Она дебютировала в мини-серии Bloodstone (2001), авторами которой выступили Дэн Абнетт и Энди Лэннинг. Эльза является дочерью ранее существовавшего персонажа Marvel Улисса Бладстоуна и сестрой Каллена Бладстоуна. В разное время состояла в таких командах как Сыны полуночи, Новая волна и Бесстрашные защитники.
Ввиду того, что Эльза изображается как молодая девушка-охотница на монстров, фанаты отмечали её сходство с Баффи — истребительницей вампиров, однако те заявили: «Никто из нас не видел даже полного эпизода Баффи! Я знаю, что нам не хватает хорошего телевидения, но мы решили держаться подальше от Баффи, по крайней мере, пока создавали Бладстоун».
Лора Доннелли исполнила роль Эльзы в спецвыпуске «Ночной оборотень» (2022), который входит в медиафраншизу «Кинематографическая вселенная Marvel» (КВМ).

## История публикаций
Эльза выступила главной героиней минисерии Bloodstone, которая началась в декабре 2001 года и завершилась в марте 2002 года. Бладстоун была создана Дэном Абнеттом, Энди Лэннингом и художником Майклом Лопесом. Как и её отец Улисс Бладстоун, Эльза стала охотником на монстров. В минисерии было подробно раскрыто её происхождение. Несмотря на сходство с Баффи — истребительницей вампиров, авторы утверждали, что не вдохновлялись популярным сериалом и были «полны решимости держаться подальше от Баффи, по крайней мере, пока создавали Бладстоун».
В комиксе Nextwave #12, она присоединилась к одноимённой команде. Первоначально группа позиционировалась как контртеррористическое формирование, состоящее из супергероев и бывших супергероев, однако впоследствии выяснилось, что вся их деятельность финансировалась террористами. В рамках All-New, All-Different Marvel Эльза стала частью основной вселенной Marvel, тогда как ранее были сомнения относительно принадлежности Бладстоун к этой реальности.
Эльза и члены её семьи фигурировали в минисерии из четырёх выпусков под названием Legion of Monsters, в дальнейшем вошедшей в сборник Bloodstone and the Legion of Monsters. Некоторое время спустя, героиня появилась в комиксах о Росомахе, а также в Avengers Arena, где она встретила своего давно потерянного брата Каллена Бладстоуна, пойманного в ловушку в альтернативном измерении их отцом.
В августе 2013 года Эльза присоединилась к супергеройской команде, известной как Бесстрашные Защитники. На момент её вступления в команде состояли: Валькирия, Мисти Найт, Аннабель Риггс, Женщина-воин, Даниелла Мунстар и Клеа. В следующем году она стала частью команды Мстителей Доктора Дума на страницах Avengers World, написанного Ником Спенсером, тесно связанного с кроссовером AXIS.
Во время Civil War II состояла в рядах Отряда М.
В 2017 году, Эльза выступила одной из центральных героев кроссовера комикса Monsters Unleashed, в событиях которого принимали участие такие персонажи как: Мстители, Чемпионы, Лунная девочка и Дьявольский динозавр, Стражи Галактики, Нелюди и Люди Икс.
В ограниченной серии Damnation, Вонг включил её в новый состав Полуночных сыновей, наряду с Блэйдом, Доктором Вуду, Призрачным гонщиком, Железным Кулаком и Лешим, каждый из которых специализируется на сверхъестественных явлениях. В комиксе Jessica Jones, в ране Келли Томпсон, она помогла главной героине в первой сюжетной арке.

## Биография вымышленного персонажа

### Bloodstone
Эльза жила в поместье Бладстоун со своей матерью и их союзником Адамом, Чудовищем Франкенштейна. Она подружилась с Чарльзом Барнабом, чистокровным защитником прав вампиров и душеприказчиком поместья Бладстоун. Вместе с Дракулой они победили Носферату и его бич вампиров.

### Marvel Monsters
Занявшись охотой на монстров, она начала вести онлайн-блог с целью создания электронного, энциклопедического, справочного руководства для многочисленных монстров и инопланетных существ во Вселенной Marvel (опубликовано Marvel как Marvel Monsters: From the Files of Ulysses Bloodstone and the Monster Hunters).

### Nextwave
Эльза Бладстоун появилась в комиксе Nextwave, однако долгое время ходили спекуляции о принадлежности событий к основному таймлайну и позже те были классифицированы как «происходящие на Земле-А». Тем не менее, в соответствии с Civil War: Damage Report, по крайней мере часть событий имела место в основной вселенной. Остальные позиционировались как «галлюцинации, вызванные употреблением наркотиков». Нестабильное состояние Эльзы также являлось следствием «воспоминаний» о том, как её отец регулярно подвергал дочь жестокому обучению охоте на монстров. К примеру, он оставлял наследницу в детстве одну с роботизированной няней, запрограммированной наказывать её всякий раз, когда та не могла ответить на вопрос о монстрах. Кроме того, отец Эльзы заставлял её убивать монстров с помощью обыкновенных столовых приборов.
Эльза Бладстоун появилась в комиксе Nextwave, однако долгое время ходили спекуляции о принадлежности событий к основному таймлайну и позже те были классифицированы как «происходящие на Земле-А». Тем не менее, в соответствии с Civil War: Damage Report, по крайней мере часть событий имела место в основной вселенной. Остальные позиционировались как «галлюцинации, вызванные употреблением наркотиков». Нестабильное состояние Эльзы также являлось следствием «воспоминаний» о том, как её отец регулярно подвергал дочь жестокому обучению охоте на монстров. К примеру, он оставлял наследницу в детстве одну с роботизированной няней, запрограммированной наказывать её всякий раз, когда та не могла ответить на вопрос о монстрах. Кроме того, отец Эльзы заставлял её убивать монстров с помощью обыкновенных столовых приборов.
Героиня решила приостановить учёбу в колледже после того, как её завербовал Дирк Хейт из организации Н.Е.Н.А.В.И.С.Т.Ь для борьбы с необычным оружием массового уничтожения, наряду с Моникой Рамбо, Табитой Смит, Аароном Стеком и Капитаном. Вскоре после этого Эльза и её товарищи по команде обнаружили, что Н.Е.Н.А.В.И.С.Т.Ь финансировалась «Beyond Corporation», террористической организацией. Используя украденный маркетинговый план «Beyond», отряд Новая Волна отправился в путешествовие по стране, уничтожая таких существ как Фин Фан Фум, Безмолвные и Человек Форбуш.

### The Initiative
Эльза присоединилась к Железному человеку и правительственной «Инициативе Пятидесяти штатов». Эльза была идентифицирована как одна из 142 зарегистрированных супергероев, которые подписали Закон о регистрации сверхчеловеческих существ и стали частью Инициативы. Позже она вернулась к деятельности по охоте на монстров. Она продолжила страдать от галлюцинаций, которые испытывала, когда была частью Новой Волны, отчего поклялась никогда не иметь детей. По мнению Эльзы, будучи частью семьи Бладстоун, она не могла привязаться к какому-либо живому существу. Она решила покончить со своим наследием раз и навсегда, выполнив миссию по освобождению человечества от монстров перед смертью.

### Marvel NOW!
В рамках Marvel NOW!, Эльза Бладстоун стала одной из учителей в Академии Брэддока (британском эквиваленте Академии Мстителей), куда она устроила своего брата Каллена Бладстоуна.
Эльза связалась с Громовержцами, когда Каратель украл её магические регалии, чтобы сразиться со своим товарищем по команде Призрачным гонщиком. Впоследствии вновь взаимодействовала с Громовержцами, когда потребовалась её помощь для сражения с Доктором Стрэнджем.
Некоторое время спустя, Эльза Бладстоун присоединилась к Бесстрашным Защитникам.

### Avengers Undercover
Эльза появилась на страницах комикса Avengers Undercover, где она посетила Каллена и вступила в спор с ним в центре заключения Щ.И.Т.а после того, как Хазмат, казалось бы, убил Аркаду.

### AXIS
Во время сюжетной линии AXIS, Эльза Бладстоун была в числе героев, завербованных вставшим на путь исправления Доктором Думом, присоединившись к его команде Мстителей. Они пытались защитить невинных граждан Латверии, которые не имели никакого отношения к проблемам своего монарха.

### Civil War II
Во время Civil War II, Эльза появилась в городе Орей, штат Колорадо, где она защищала город от вируса, превращающего население в рой гигантских жуков. Она подружилась с Нико Минору, ускользнувшей от Капитана Марвел из-за видения будущего, согласно которому она должна убить невинную женщину по имени Элис. Эльза взяла Нико на встречу со своим связным, Джанин, которая укрывала выживших и искала свою пропавшую дочь Элис. Вскоре прибыли Капитан Марвел, Медуза, Ослепительная и Сингулярность и между ними разгорелся спор относительно задержания Нико. В конце концов, они разделились на две команды: одна должна была найти Элис, а другая — защитить мирных жителей. Эльза, Нико и Капитан Марвел отправились на поиски Элис в заброшенную шахту и подверглись нападению со стороны гигантского жука, который заразил Эльзу. Нико узнала, что жуком является Элис, которая умоляла Нико убить её, так как она заражала людей. Когда Нико отказалась, Эльза пригрозила убить Капитана Марвел, чтобы заставить Нико совершить убийство и предотвратить её превращение в монстра. Медуза, Сингулярность и заражённая Ослепительная оказались окружены жуками и перегруппировывались с остальными, в то время как Бладстоун заразила Денверс. После того, как Ослепительная заразила Медузу, Минору произнесла заклинание, чтобы превратить Элис обратно в человека, однако это не исцелило других людей. Элис объяснила, что её нужно убить, и Минору неохотно наложила на девушку заклинание смерти, что привело к превращению заражённых обратно в людей.

### Monsters Unleashed
Во время сюжетной линии Monsters Unleashed, Эльза прибыла в Перу и нашла пророчество о Короле монстров, которого боятся все монстры. Затем она обнаружила, что ребёнок по имени Кей Каваде каким-то образом несёт ответственность за вторжение, и нанесла ему визит. Затем Эльза отвела Кея к Нелюдям, чтобы проверить его способности. Когда прибыла новая волна монстров, Эльза и другие герои защищали Кея от монстров, атакующих Трискелион, базу Щ.И.Т.а у побережья Нью-Йорка.

## Силы, способности и снаряжение
Эльза обладает сверхчеловеческой силой, скоростью, прочностью и выносливостью, а также регенерирующим исцеляющим фактором. По всей видимости, она владеет всеми способностями, которыми когда-то владел её отец. Кроме того, она продемонстрировала иммунитет к укусам вампиров (кровь девушки убьёт вампира, который её проглотит).
В серии Bloodstone, Эльза утверждала, что она генетически унаследовала по крайней мере часть силы так называемого кровавого камня. Также было сказано, что её силы и неуязвимость были дарованы фрагментом кровавого камня, который она носит на колье. Тем не менее, она не носила его во флэшбеках в Nextwave #8. Ко всему прочему, Эльза является опытным стрелком.
В A-Force #8-10, Эльза стреляла энергетическими зарядами из своей правой руки и утверждала, что её отец оторвал её настоящую руку и заменил волшебной. Эта сила никогда не использовалась ранее и в дальнейшем.
Было показано, что она использует съёмный кровавый камень на колье, а также ряд артефактов, собранных её отцом. К ним относится: лампа с джинном, которого Улисс поработил много лет назад. В Nextwave, она носила футляр для гитары с фальшивой крышкой, в котором находились два узи и винтовка.

## Альтернативные версии

### Battleworld
Эльза — командир сверхмощных солдат, охраняющих стену, которая отгораживает зомби от цивилизации. В результате несчастного случая с телепортацией, Эльза оказывается далеко от безопасной зоны, в результате чего за ней начинают охоту зомби. Кроме того, на её попечении находится странный человеческий ребенок.

### Iron Man: Viva Las Vegas
Находясь в археологической экспедиции, Эльза и её команда обнаруживают каменную статую Фин Фан Фума. Она продаёт эту статую Тони Старку для открытия его нового казино. Впоследствии статуя освобождает настоящего дракона из его каменной гробницы.

### Marvel Zombies
Эльза Бладстоун вместе с другими участниками Новой Волны появляется в качестве «совершенно ненужного камео» в Marvel Zombies vs. The Army of Darkness #3, чтобы спасти Эша от зомбированных членов Сильного звена, прежде чем её «беспощадно бросают за пределы панели самым унизительным образом, какой только можно вообразить» мгновения спустя.

## Вне комиксов

### Телевидение
- Marvel Television разрабатывала сериал об Эльзе Бладстоун, однако, после слияния компании с Marvel Studios производство приостановилось, а затем и вовсе было отменено[41].
- Эльза Бладстоун появилась в спецвыпуске «Ночной оборотень» в рамках Кинематографической вселенной Marvel, где её роль исполнила Лора Доннелли[2].

### Видеоигры
- Эльза является игровым персонажем в Marvel: Future Fight 2015 года[42].
- Эльза играбельна в Marvel Avengers Alliance 2012 года[43].
- Джени Дин озвучила Эльзу в Marvel Avengers Academy 2016 года[44].
- В игре Marvel Ultimate Alliance 3: The Black Order 2019 года Эльзу озвучила Кэри Уолгрен[45].
- Эльза является одной из игровых персонажей в Marvel: Contest of Champions 2014 года[46].
- Эльза Бладстоун — игровой персонаж в Marvel Strike Force 2018 года[47].
- Эльза присутствует в игре Marvel Puzzle Quest 2013 года.
- Эльза является коллекционной картой в игре в Marvel Snap 2022 года.